# BMW E83
La BMW E83 è la prima generazione della BMW X3, un'autovettura di tipo SUV di fascia alta prodotta dalla casa automobilistica tedesca BMW dal 2003 al 2010.

## Profilo

### Debutto
La prima apparizione ufficiale di quella che sarebbe stata la prima generazione della X3, vale a dire la E83, fu in veste di concept-car, al Salone dell'automobile di Detroit nel gennaio del 2003. Il nome non era ancora quello definitivo, poiché si chiamava x-Activity, ma del resto neppure la vettura era ancora al suo stadio definitivo, visto che era caratterizzata dall'assenza di montanti laterali, dalla presenza delle barre portatutto e dal fatto di essere in configurazione simil-cabriolet, poiché il tetto, dalla sommità del parabrezza fino a tutto il lunotto, era completamente assente. L'unica "presenza" in tale sede era costituita da una barra trasversale posta all'altezza del divano posteriore.
La vettura, riscosse comunque i consensi sperati, cosicché il progetto E83 poté essere portato a totale compimento: la X3 E83 definitiva venne presentata l'autunno seguente al Salone dell'automobile di Francoforte. La commercializzazione venne avviata nel gennaio del 2004, esattamente un anno dopo la presentazione della concept x-Activity. La linea principale di produzione fu stabilita a Graz, sede della Magna-Steyr, da sempre specializzata nella costruzione di veicoli a trazione integrale e di nicchia.

### Design ed interni
Frutto dell'équipe di designers guidati da Chris Bangle, la linea della X3 E83 faceva tesoro dei più recenti stilemi incontrati in alcune concept-car dell'epoca, come la x-Activity e la X-Coupé. Il frontale era tipicamente BMW, con i suoi gruppi ottici a proiettori sdoppiati e la classica calandra a doppio rene. Lo scudo paraurti differiva da quello della concept-car di un anno prima per il fatto di essere in plastica non verniciata e comunque di diverso disegno. La vista laterale mostrava un andamento piuttosto equilibrato e proporzionato: il tetto, stavolta presente, era sprovvisto delle barre portatutto. La fiancata mostrava invece quel gioco di spigoli e curve tipico del pensiero di Bangle, che già si è visto in tutta la sua chiarezza al momento del debutto della prima BMW Z4 e che nella prima X3 appariva invece più attenuato e meno estremo. I fascioni sottoporta in plastica grezza incorniciavano il corpo vettura assieme ai due scudi paraurti. La coda era caratterizzata dai gruppi ottici con disegno "a scalino", spezzati dalla linea del portellone del vano bagagli, e dal paraurti non verniciato Un incavo trapezoidale costituiva l'alloggiamento della targa. Nella parte superiore, un piccolo spoiler era sufficiente a donare grinta alla vista d'insieme.

Internamente, la E83 proponeva un ambiente piuttosto sobrio ed ergonomico, frutto dell'accostamento tra elementi che ricordavano i modelli della Serie 3 E46 ad altri che invece rievocavano la prima generazione della Z4, passando per particolari, come l'impianto di climatizzazione, ripresi dalla Serie 5 E39 e dalla contemporanea X5: dove la vettura spiccava in particolar modo era nel vasto vano bagagli, assai spazioso. Con i suoi 480 litri, esso superava per capacità persino quello della "sorella maggiore", la X5, che all'epoca del debutto della X3 era ancora alla sua prima serie, siglata E53. Quando veniva abbattuto il divano centrale, la E83 arrivava alla sua massima capienza bagagli, pari a 1.560 litri.

### Struttura, meccanica e motori
La base meccanica della E83 mantiene la soluzione a scocca portante come nella più grande X5, ed è derivata da quella della Serie 3 E46 a trazione integrale: l'avantreno è di tipo MacPherson con montante oleopneumatico telescopico e barra stabilizzatrice, mentre il retrotreno è del tipo multilink con ammortizzatori a doppio effetto.

L'impianto frenante è a dischi sulle quattro ruote: quelli anteriori sono da 332 mm, mentre quelli posteriori sono da 320 mm. Integrano il tutto l'ABS, il DSC (controllo di stabilità) ed il controllo di trazione.

Al momento del debutto, la gamma motori prevede le seguenti motorizzazioni:
- X3 2.5i: motore a benzina da 2494 cm³ con potenza di 192 CV;
- X3 3.0i: motore a benzina da 2979 cm³ con potenza di 231 CV;
- X3 3.0d: motore turbodiesel common rail da 2993 cm³ con potenza di 204 CV.

Per tutte e tre le motorizzazioni, è previsto un cambio manuale a 6 marce. Sempre a proposito di trasmissione, va sottolineato che con il lancio della X3 E83 fece il suo debutto l'innovativo sistema xDrive di trazione integrale "intelligente", che distribuisce automaticamente la coppia motrice sull'uno o sull'altro asse a seconda delle necessità.

### Allestimenti e dotazioni
Sempre al suo debutto, la E83 è stata proposta in quattro livelli di allestimento, tutti disponibili su tutte e tre le motorizzazioni ed equipaggiati con le seguenti dotazioni:
- base: doppio airbag frontale anteriore per conducente e passeggero, airbag laterali anteriori, airbag a tendina anteriori e posteriori, climatizzatore, chiusura centralizzata, retrovisori esterni elettrici, sedile guida regolabile elettricamente in altezza, vetri elettrici anteriori e posteriori, volante regolabile, servosterzo e cerchi in lega;
- Eletta, come la versione base, ma con in più: poggiatesta posteriori, autoradio e fendinebbia;
- Attiva, come la versione Eletta, ma con in più i fari allo xeno;
- Futura, allestimento top, come la versione Attiva, ma con in più: navigatore satellitare.

Optional comuni a tutti gli allestimenti erano: antifurto, cambio automatico a 5 rapporti, interni in pelle, regolazione elettrica su tutti i sedili, sensori di parcheggio e vernice metallizzata e tetto apribile.

## Evoluzione

### I primi anni
La X3, vettura tanto attesa dai patiti dei SUV, cominciò la sua carriera, come si è già detto, nel gennaio del 2004. Nel corso dello stesso anno, la gamma subisce i primi aggiornamenti: sparisce il livello di allestimento base e debutta la X3 2.0d, equipaggiata da un 2 litri turbodiesel della potenza di 150 CV. Per tale motorizzazione, il cambio automatico non era però previsto neppure a pagamento. Stessa cosa valeva anche per la X3 2.0i, introdotta nel corso del 2005 e spinta da un 2 litri aspirato a benzina, anch'esso da 150 CV: neppure per questo modello era previsto il cambio automatico, che nel settembre 2005 era intanto passato da 5 a 6 rapporti. Alla fine dello stesso anno, la 3.0d ha visto il suo propulsore passare da 204 a 218 CV.

È del 2005 anche una X3 E83 a propulsione ibrida, rimasta però allo stadio di prototipo: tale vettura era equipaggiata con un motore a benzina da 3 litri e 231 CV, accoppiato ad un motore elettrico da 30 kW, in grado di fornire fino a 400 Nm di coppia massima.

### Restyling

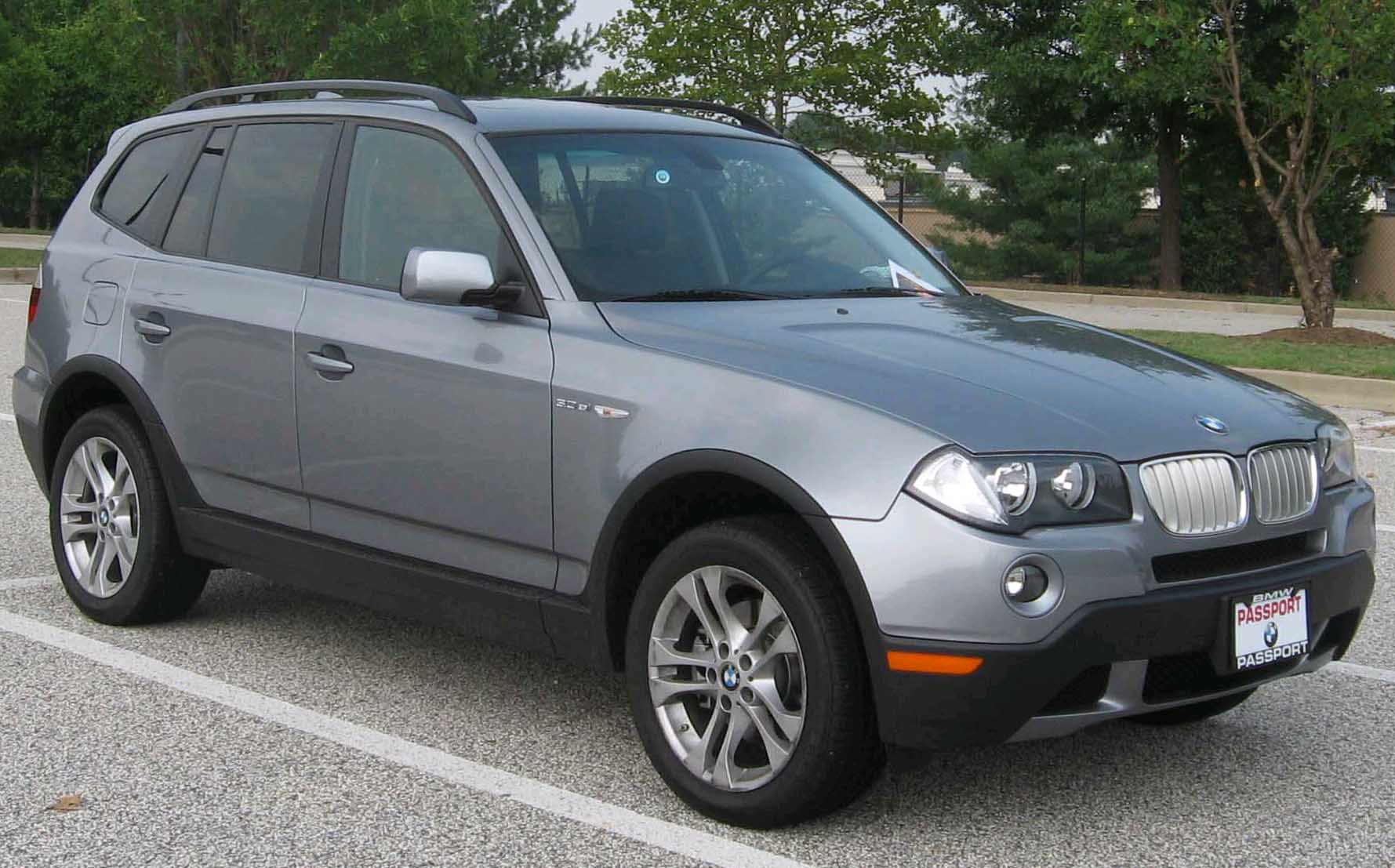
Una X3 dopo il restyling del 2006

Nell'autunno del 2006, al salone di Parigi, venne presentato il restyling della vettura: la X3 E83 venne aggiornata esternamente grazie all'adozione di nuovi paraurti: in particolare, quello anteriore sfoggiava un disegno simile a quello già visto nella concept-car x-Activity, ma solo parzialmente verniciati in tinta. Vennero inoltre introdotti cerchi in lega di nuovo disegno, gruppi ottici anteriori con vetro trasparente e posteriori con tecnologia a led. Nell'abitacolo vennero introdotti nuovi rivestimenti e nuove imbottiture per i sedili, nonché plancia e console leggermente rivisitate. Sul fronte delle motorizzazioni, invece, fece il suo debutto un 3 litri a benzina da 272 CV, che andò a rimpiazzare il precedente 3 litri da 231 CV. Questo motore equipaggiava la X3 3.0si, introdotta appunto con l'aggiornamento del 2006. Altra novità fu la X3 2.5si, mossa dallo stesso 2.5 di prima, ma con potenza portata da 192 a 218 CV. Sul fronte diesel si ebbe una versione di punta dalle grandi prestazioni: tale versione era la X3 3.0sd, spinta da un 3 litri bi-turbodiesel da ben 286 CV e dotata di serie del cambio automatico a 6 rapporti.

Nel 2007, la novità di maggior spicco stava nel motore della X3 2.0d, la cui potenza venne portata da 150 a 177 CV. Venne inoltre reintrodotto nella gamma il livello di allestimento base.

Nessuna novità di rilievo per il 2008, salvo una ridenominazione comune a tutta la gamma, i cui modelli sono stati ribattezzati con la sigla xDrive in maniera tale da porre l'accento su tale dispositivo. Così, per esempio, la X3 2.0i divenne X3 xDrive20i, mentre la X3 3.0d venne ridenominata come X3 xDrive30d. Unica eccezione a questo criterio era rappresentata dalla X3 3.0sd, che è cambiata in X3 xDrive35d. In tale occasione, vi sono state alcune migliorie ad alcuni modelli per quanto riguarda i consumi e le emissioni nocive.

Nel 2009 la gamma è stata integrata con l'arrivo della X3 xDrive18d, spinta da un 2 litri turbodiesel depotenziato a 143 CV.

La gamma così composta è giunta all'autunno 2010, quando la X3 prima serie è stata tolta di produzione per far spazio alla seconda generazione, codificata come F25.

### Produzione
Dal 2003 al 2007 la X3 è stata assemblata dall'austriaca Magna Steyr nello stabilimento di Graz con componenti tedesche. In futuro, la produzione verrà trasferita a Spartanburg, South Carolina negli Stati Uniti nell'impianto che già assembla Z4 e X5.
Inoltre dal 2005 la X3 viene prodotta anche in Thailandia nello stabilimento di Rayong inaugurato nel maggio 2000 in seguito a un investimento di 25 milioni di dollari. In questo stesso stabilimento sono prodotte anche la Serie 5 e la Serie 7.
Nel 2006 è iniziata la produzione in Egitto a October City attraverso la Bavarian Auto azienda che produce e distribuisce le vetture BMW nei mercati emergenti.

## Riepilogo caratteristiche
Di seguito vengono riepilogate le varie versioni previste per la gamma della prima generazione della X3 durante la sua commercializzazione. I prezzo riportati si riferiscono al livello di allestimento più basso ed al momento del suo debutto nel mercato italiano.
| Modello            | Motore       | Cilindrata cm³ | Potenza CV/rpm | Coppia Nm/rpm  | Cambio/ N°rapporti | Massa a vuoto (kg) | Velocità max | Acceler. 0–100 km/h | Consumo (l/100 km) | Emissioni CO2 (g/km) | Anni di produzione | Prezzo al debutto |
| Versioni a benzina |              |                |                |                |                    |                    |              |                     |                    |                      |                    |                   |
| X3 2.0i            | N46B20       | 1995           | 150/6200       | 200/3600       | M/6                | 1.700              | 200          | 11"5                | 10.5               | 223                  | 2005-08            | 36.451            |
| X3 xDrive20i       | N46B20       | 1995           | 150/6200       | 200/3600       | M/6                | 1.655              | 198          | 11"5                | 9                  | 215                  | 2008-10            | 37.721            |
| X3 2.5i            | M54B25       | 2494           | 192/6000       | 245/3500       | M/6                | 1.740              | 208          | 8"9                 | 11.3               | 272                  | 2004-06            | 40.400            |
| X3 2.5si           | N52B25       | 2497           | 218/6500       | 250/ 2750-4250 | M/6                | 1.730              | 210          | 8"5                 | 9.9                | 238                  | 2006-08            | 43.951            |
| X3 xDrive25i       | N52B25       | 2497           | 218/6500       | 250/ 2750-4250 | M/6                | 1.730              | 210          | 8"5                 | 9.3                | 224                  | 2008-10            | 44.621            |
| X3 3.0i            | M54B30       | 2979           | 231/5900       | 300/3500       | M/6                | 1.760              | 210          | 7"8                 | 11.4               | 276                  | 2004-06            | 42.700            |
| X3 3.0si           | N52B30       | 2996           | 272/6650       | 315/ 2750-4250 | M/6                | 1.740              | 210          | 7"2                 | 10.1               | 243                  | 2006-08            | 46.051            |
| X3 xDrive30i       | N52B30       | 2996           | 272/6650       | 315/ 2750-4250 | M/6                | 1.740              | 210          | 7"2                 | 9.5                | 229                  | 2008-10            | 47.121            |
| Versioni diesel    |              |                |                |                |                    |                    |              |                     |                    |                      |                    |                   |
| X3 xDrive18d       | N47D20       | 1995           | 143/4000       | 350/1750       | M/6                | 1.740              | 195          | 10"3                | 6.2                | 165                  | 2009-10            | 38.401            |
| X3 2.0d            | M47TUD20     | 1995           | 150/4000       | 330/ 2000-2500 | M/6                | 1.745              | 198          | 10"2                | 7.2                | 191                  | 2004-07            | 38.001            |
| X3 2.0d            | N47D20       | 1995           | 177/4000       | 350/ 1750-3000 | M/6                | 1.740              | 206          | 8"9                 | 6.5                | 172                  | 2007-08            | 39.951            |
| X3 xDrive20d       | N47D20       | 1995           | 177/4000       | 350/ 1750-3000 | M/6                | 1.740              | 206          | 8"9                 | 6.5                | 172                  | 2008-10            | 40.871            |
| X3 3.0d            | M57TUD30     | 2993           | 204/4000       | 410/ 1500-3250 | M/6                | 1.850              | 210          | 7"9                 | 8.4                | 224                  | 2004-05            | 42.700            |
| X3 3.0d            | M57TUD30     | 2993           | 218/4000       | 500/ 2000-2750 | M/6                | 1.805              | 210          | 7"4                 | 7.9                | 210                  | 2005-08            | 45.251            |
| X3 xDrive30d       | M57TUD30     | 2993           | 218/4000       | 500/ 2000-2750 | M/6                | 1.805              | 210          | 7"4                 | 7.4                | 196                  | 2008-10            | 47.521            |
| X3 3.0sd           | M57TU2D30TOP | 2993           | 286/4400       | 580/ 1750-2250 | AS/6               | 1.875              | 240          | 6"6                 | 8.7                | 232                  | 2006-08            | 51.951            |
| X3 xDrive35d       | M57TU2D30TOP | 2993           | 286/4400       | 580/ 1750-2250 | AS/6               | 1.875              | 240          | 6"6                 | 7.8                | 208                  | 2008-10            | 53.421            |